# Chiara Betti
Chiara Betti (* 12. März 2002 in Trient) ist eine italienische Shorttrackerin.

## Werdegang
Betti, die für die G.S. Fiamme Gialle startet, begann im Alter von fünf Jahren mit dem Shorttrack und trat international erstmals bei den Juniorenweltmeisterschaften 2019 in Montreal in Erscheinung. Dort kam sie über 500 m sowie 1000 m jeweils auf den 12. Platz und holte mit der Staffel die Bronzemedaille. Im folgenden Jahr wiederholte sie bei den Juniorenweltmeisterschaften in Bormio diesen Erfolg und lief in den Einzelrennen auf den 46. Platz über 1000 m, auf den 29. Rang über 1500 m sowie auf den 15. Platz über 500 m. In der Saison 2022/23 nahm sie in Salt Lake City erstmals am Shorttrack-Weltcup teil, wobei sie den 16. Platz über 500 m sowie den 13. Platz über 1000 m errang und gewann bei den Weltmeisterschaften 2023 in Seoul die Bronzemedaille mit der Mixed-Staffel. Zudem belegte sie dort den 38. Platz über 1000 m und den 14. Rang über 500 m. In der folgenden Saison erreichte sie mit dem dritten Platz in Montreal sowie den zweiten Rang in Seoul jeweils mit der Mixed-Staffel ihre ersten Podestplatzierungen im Weltcup und holte bei den Europameisterschaften 2024 in Danzig die Silbermedaille mit der Staffel. Außerdem wurde sie dort Siebte über 500 m, Fünfte über 1000 m und Vierte mit der Mixed-Staffel. Beim Saisonhöhepunkt, den Weltmeisterschaften 2024 in Rotterdam, belegte sie den 12. Platz über 500 m sowie den sechsten Rang mit der Staffel und gewann mit der Mixed-Staffel die Silbermedaille. In der Saison 2024/25 holte sie in Montreal mit der Staffel ihren ersten Weltcupsieg und bei den Europameisterschaften 2025 in Dresden die Bronzemedaille über 500 m sowie die Goldmedaille mit der Staffel. Beim Saisonhöhepunkt, den Weltmeisterschaften 2025 in Peking, wurde sie Zehnte mit der Staffel sowie Neunte über 500 m und gewann mit der Mixed-Staffel die Silbermedaille.

## Erfolge

### Weltmeisterschaften
- 2023 Seoul: 3. Platz Mixed-Staffel, 14. Platz 500 m, 38. Platz 1000 m
- 2024 Rotterdam: 2. Platz Mixed-Staffel, 6. Platz Staffel, 12. Platz 500 m
- 2025 Peking: 2. Platz Mixed-Staffel, 9. Platz 500 m, 10. Platz Staffel

### Europameisterschaften
- 2024 Danzig: 2. Platz Staffel, 4. Platz Mixed-Staffel, 5. Platz 1000 m, 7. Platz 500 m
- 2025 Dresden: 1. Platz Staffel, 3. Platz 500 m

### Platzierungen im Weltcup

#### Weltcupsiege im Team
| Nr. | Datum            | Ort        |
| --- | ---------------- | ---------- |
| 1.  | 26. Oktober 2024 | Montreal 1 |

#### Weltcup-Gesamtplatzierungen
| Saison  | Gesamt | Gesamt | 500 m  | 500 m | 1000 m | 1000 m | 1500 m | 1500 m |
| Saison  | Punkte | Platz  | Punkte | Platz | Punkte | Platz  | Punkte | Platz  |
| ------- | ------ | ------ | ------ | ----- | ------ | ------ | ------ | ------ |
| 2022/23 | 102    | 41.    | 44     | 30.   | 50     | 32.    | 8      | 49.    |
| 2023/24 | 274    | 23.    | 166    | 13.   | 98     | 17.    | 10     | 43.    |
| 2024/25 | 124    | 22.    | 106    | 14.   | 18     | 29.    | -      | -      |

### Persönliche Bestzeiten
| Distanz | Zeit         | Datum            | Ort            |
| ------- | ------------ | ---------------- | -------------- |
| 500 m   | 42,883 s     | 16. Februar 2025 | Mailand        |
| 1000 m  | 1:28,018 min | 4. November 2022 | Salt Lake City |
| 1500 m  | 2:23,525 min | 25. Januar 2025  | Bormio         |